# Енгелберт II фон Фалкенбург
Енгелберт фон Фалкенбург (на немски: Engelbert von Valkenburg; * ок. 1220; † 20 октомври 1274, Бон) е като Енгелберт II от 1261 до 1274 г. архиепископ на Кьолн.

## Живот
Той е най-малкият син на граф Дитрих I фон Фалкенбург († 1227) и втората му съпруга Беатрис фон Кирбург († 1228), дъщеря на вилд-граф Герхард.
Енгелберт става през 1253 г. архидякон в Лиеж и 1257 г. домпропст в Кьолн. На 2 октомври 1261 г., е избран за архиепископ.
През 1263 г. за 20 дена е в затвор и през 1268 г. е изгонен от града. След това той си прави резиденция в Бон. След загубата в битката при Цюлпих на 17 октомври 1267 г. той е пленен от граф Вилхелм IV от Юлих, който го държи до 16 април 1271 г. затворен в замъка си Нидеген.
Енгелберт коронова Рудолф Хабсбургски на 24 октомври 1273 г. за германски крал. През 1274 г. той участва във Втория лионски събор.
Енгелберт е погребан в Мюнстербазиликата на Бон.